# Дубайская рамка
Дубайская рамка (араб. برواز دبي‎) — архитектурная достопримечательность в парке Забиль в Дубае, открытая для посещения 1 января 2018 года. Объект является рекордсменом по величине кадра в мире. Несмотря на то, что газета The Guardian назвала её «самой большой картинной рамкой на планете», она вызывает споры, так как архитектор описывает её как «самое большое украденное здание всех времен».
Проект был задуман Фернандо Донисом и выбран в качестве победителя конкурса дизайна правительством Дубая. Дизайнер утверждал, что у него украли его интеллектуальную собственность, и ему было отказано в оплате за дизайн.

## Архитектурный конкурс
Проект был выбран победителем международной премии ThyssenKrupp Elevator 2009 года из 926 предложений. Участникам со всего мира было предложено представить эмблему, которая показывала бы “новое лицо Дубая". Рамка имеет высоту 150,24 м (493 фута) и ширину 93 м (305 фута).
В итоге был выбран дизайн Дониса, за который он получил приз в размере 367 329,70 дирхам ОАЭ (100 000 долларов США). По словам Дониса, при проектировании здания он видел Дубай, как город, полный эмблем, и вместо того, чтобы добавлять еще одну, они предложили обрамить их все: обрамить город. Вместо того, чтобы строить массивное сооружение, цель предложения состояла в том, чтобы построить пустоту размером 150 на 105 метров, чтобы постоянно формировать развитие прошлого, нынешнего и будущего Дубая. Стать структурой, которая празднует, но в то же время ограничивает город.

## Дизайн
Дубайская рамка выполнена из стекла, стали, алюминия и железобетона с нанесённым на внешний фасад логотипом Всемирной выставки EXPO-2020. Достопримечательность расположена таким образом, что с одной стороны видны характерные достопримечательности современного Дубая, а с другой стороны посетители могут также осмотреть старые части города. Смотровая площадка охватывает верхнюю часть каркаса, а полы со стеклянным дном смотрят вниз на 150 метров. В нижнем пролете находится музей, рассказывающий об истории города, и видео-экспозиция, предсказывающая будущее города.